# 約翰·馬吉
约翰·吉萊斯皮·馬吉（John Gillespie Magee，1884年10月10日—1953年9月11日），美国圣公会传教士，以在南京大屠杀期间救助中国平民而著名。
1884年10月10日，馬吉出生于美国賓州匹茲堡的一个富有家庭，毕业于耶鲁大学，在校时曾是骷髅会成员。
1912年至1940年5月，馬吉受美国圣公会差遣，在中国传教，服务于南京下关挹江门外美国圣公会的道胜堂教堂。
在中国，馬吉与一位英国圣公会女传教士结婚，生了四个儿子。长子小约翰·馬吉（1922-1941）是一位空军飞行员詩人，写过《高空飞行》（High Flight）一詩，19岁时在空中失事身亡。
1937年南京大屠杀期间，馬吉牧师担任国际红十字会南京委员会主席以及南京安全区国际委员会委员。马骥牧师曾参与救助中国难民，并拍摄了日本军人屠杀中国人的纪录片。1946年，馬吉牧师曾经在日本东京设立的远东国际军事法庭上为日军南京大屠杀作证，称“日军到处杀害中国人”，但是当被问及“是你亲眼看到的吗？”时，馬吉牧师回答称：“我亲眼看见的只有一起”。但基本上他所记录的所有事件都是由当事人亲自讲述的，例如夏淑琴的事件就是。
馬吉离开南京后，担任华盛顿特区拉法耶特广场圣公会圣约翰堂的牧师。他是1945年4月富兰克林·罗斯福总统葬礼上的圣公会牧师之一。馬吉还担任了杜鲁门总统的牧师。在1953年9月11日去世前，他担任耶鲁大学的圣公会牧师。
2000年8月2日，南京市下关区政府将馬吉牧师曾经传教的道胜堂教堂（今南京市第十二中学图书馆）命名为约翰·马吉图书馆。
2015年11月17日，馬吉的孫子將他拍攝的南京大屠杀紀錄片底片捐贈給耶魯神學院圖書館，該片數位化後將成為耶魯南京大屠杀项目的一部分。